# Л'Абей
Л'Абей (фр. L'Abbaye) — громада  в Швейцарії в кантоні Во, округ Юра-Нор-Водуа.

## Географія
Громада розташована на відстані близько 95 км на захід від Берна, 28 км на північний захід від Лозанни.
Л'Абей має площу 31,9 км², з яких на 3,7% дозволяється будівництво (житлове та будівництво доріг), 33,9% використовуються в сільськогосподарських цілях, 60,6% зайнято лісами, 1,8% не є продуктивними (річки, льодовики або гори).

## Демографія
2019 року в громаді мешкало 1478 осіб (+12,7% порівняно з 2010 роком), іноземців було 15,2%. Густота населення становила 46 осіб/км².
За віковим діапазоном населення розподілялося таким чином: 19,8% — особи молодші 20 років, 56,8% — особи у віці 20—64 років, 23,3% — особи у віці 65 років та старші. Було 686 помешкань (у середньому 2,1 особи в помешканні).
Із загальної кількості 671 працюючого 26 було зайнятих в первинному секторі, 380 — в обробній промисловості, 265 — в галузі послуг.